# Yttre-Ljusvattnet (Burträsks socken, Västerbotten)
Yttre-Ljusvattnet är en sjö i Skellefteå kommun i Västerbotten och ingår i Bureälvens huvudavrinningsområde. Sjön har en area på 1,26 kvadratkilometer och ligger 142,1 meter över havet. Sjön avvattnas av vattendraget Ljusvattsbäcken.

## Delavrinningsområde
Yttre-Ljusvattnet ingår i det delavrinningsområde (717537-172351) som SMHI kallar för Utloppet av Yttre Ljusvattnet. Medelhöjden är 171 meter över havet och ytan är 5,85 kvadratkilometer. Det finns inga avrinningsområden uppströms utan avrinningsområdet är högsta punkten. Ljusvattsbäcken som avvattnar avrinningsområdet har biflödesordning 2, vilket innebär att vattnet flödar genom totalt 2 vattendrag innan det når havet efter 86 kilometer. Avrinningsområdet består mestadels av skog (31 procent), öppen mark (14 procent) och jordbruk (28 procent). Avrinningsområdet har 1,29 kvadratkilometer vattenytor vilket ger det en sjöprocent på 22 procent.